# Маркус Кинк
Маркус Кинк (  — Диселдорф, 13. јануар 1985) професионални је немачки хокејаш на леду који игра на позицијама централног и левокрилног нападача.
Члан је сениорске репрезентације Немачке за коју је на међународној сцени дебитовао на светском првенству 2011. године. 
Готово целу играчку каријеру провео је у редовима екипе Адлера из Манхајма за коју је у немачкој лиги дебитовао још 2004. године. Са Адлером Кинк је освојио две титуле националног првака (у сезонама 2006/07. и 2014/15), а од сезоне 2010/11. је и капитен тима. 